# 第8回デトロイト映画批評家協会賞
第8回デトロイト映画批評家協会賞は2014年の映画を対象としており、2014年12月11日にノミネーションが発表された。なお、受賞者は同年12月15日に発表された。

## 受賞・ノミネート一覧
※受賞は太字。

### 作品賞
- 『6才のボクが、大人になるまで。』
- 『バードマン あるいは（無知がもたらす予期せぬ奇跡）』
- 『セッション』
- 『グランド・ブダペスト・ホテル』
- 『アンダー・ザ・スキン 種の捕食』

### 監督賞
- リチャード・リンクレイター - 『6才のボクが、大人になるまで。』
- ジョナサン・グレイザー - 『アンダー・ザ・スキン 種の捕食』
- ウェス・アンダーソン - 『グランド・ブダペスト・ホテル』
- アレハンドロ・ゴンサレス・イニャリトゥ - 『バードマン あるいは（無知がもたらす予期せぬ奇跡）』
- デミアン・チャゼル - 『セッション』

### 主演男優賞
- マイケル・キートン - 『バードマン あるいは（無知がもたらす予期せぬ奇跡）』
- ブレンダン・グリーソン - 『ある神父の希望と絶望の7日間』
- ジェイク・ジレンホール - 『ナイトクローラー』
- ベネディクト・カンバーバッチ - 『イミテーション・ゲーム/エニグマと天才数学者の秘密』
- エディ・レッドメイン - 『博士と彼女のセオリー』
- トム・ハーディ - 『オン・ザ・ハイウェイ その夜、86分』

### 主演女優賞
- ジュリアン・ムーア - 『アリスのままで』
- リース・ウィザースプーン - 『わたしに会うまでの1600キロ』
- ロザムンド・パイク - 『ゴーン・ガール』
- エッシー・デイヴィス - 『ババドック 暗闇の魔物』
- スカーレット・ヨハンソン - 『アンダー・ザ・スキン 種の捕食』

### 助演男優賞
- J・K・シモンズ - 『セッション』
- イーサン・ホーク - 『6才のボクが、大人になるまで。』
- ジョシュ・ブローリン - 『インヒアレント・ヴァイス』
- エドワード・ノートン - 『バードマン あるいは（無知がもたらす予期せぬ奇跡）』
- マーク・ラファロ - 『フォックスキャッチャー』

### 助演女優賞
- パトリシア・アークエット - 『6才のボクが、大人になるまで。』
- エマ・ストーン - 『バードマン あるいは（無知がもたらす予期せぬ奇跡）』
- ローラ・ダーン - 『わたしに会うまでの1600キロ』
- ティルダ・スウィントン - 『スノーピアサー』
- レネ・ルッソ - 『ナイトクローラー』

### アンサンブル演技賞
※3作品タイ受賞。
- 『6才のボクが、大人になるまで。』
- 『バードマン あるいは（無知がもたらす予期せぬ奇跡）』
- 『グランド・ブダペスト・ホテル』
- 『イントゥ・ザ・ウッズ』
- 『ガーディアンズ・オブ・ギャラクシー』

### 脚本賞
- ジョン・マイケル・マクドナー - 『ある神父の希望と絶望の7日間』
- アレハンドロ・ゴンサレス・イニャリトゥ、ニコラス・ジャコボーン、アレクサンダー・ディネラリス・Jr、アーマンド・ボー - 『バードマン あるいは（無知がもたらす予期せぬ奇跡）』
- リチャード・リンクレイター - 『6才のボクが、大人になるまで。』
- デミアン・チャゼル - 『セッション』
- ウェス・アンダーソン - 『グランド・ブダペスト・ホテル』

### ブレイクスルー賞
- ジェニファー・ケント - 『ババドック 暗闇の魔物』の監督・脚本に対して
- ググ・バサ＝ロー - 『ベル ある伯爵令嬢の恋』、『Beyond the Lights』での演技に対して
- デミアン・チャゼル - 『セッション』の監督・脚本に対して
- ダン・スティーヴンス - 『ザ・ゲスト』での演技に対して
- クリス・プラット - 『ガーディアンズ・オブ・ギャラクシー』での演技に対して

### ドキュメンタリー映画賞
- 『Life Itself 』
- 『シチズンフォー スノーデンの暴露』
- 『Keep on Keepin' On』
- 『ホドロフスキーのDUNE』
- 『ヴィヴィアン・マイヤーを探して』